# Río Coina
El río o ribeira de Coina nace en la sierra del Riesgo, en el parque natural de la Arrábida, y desagua en un brazo del río Tajo junto a Barreiro, la jusente de Coina.
En este momento, el río se encuentra en muy malo estado debido a la polución existente en sus orillas y en la propia agua.
El río de Coina que siempre fue un elemento natural importante en el desarrollo de este pueblo, fue aún asociado a la construcción histórica de la época de los descubrimientos, se construyeron en sus orillascaravelas y naves.
En esa época el río Coina era navegable, consta incluso que todos los días salían de Coina varios barcos cargados de hortalizas y vinos, como por ejemplo el Moscatel, con destino al mercado de Lisboa. El río servía también a veces a la reina D. Constanza esposa de D. Pedro I en el transporte de barco a su residencia en Azeitão.
Su desembocadura aún es navegable. Ahí, en su margen derecha, se sitúa la Estación Fluvial de Barreiro, de donde parten y llegan las embarcaciones catamaranes, desde y para Lisboa (Terreiro del Paço).
- Datos: Q10361777